# 阴地唐松草
阴地唐松草（学名：Thalictrum umbricola）为毛茛科唐松草属下的一个种。

## 扩展阅读
- 維基物種上的相關：阴地唐松草